# Pilcz Roland
Pilcz Roland (Szentes, 1984. február 23.) magyar képregényíró, -rajzoló és -színező. Elsősorban a Kalyber Joe-sorozat és az YKX – Yorn Kayrah Xemovrah kalandjai képregények írójaként és egyben rajzolójaként ismert. Eddig négy alkalommal jelölték Alfabéta-díjra.

## Életpályája
Gyermekéveit Szegeden töltötte. Itt járta ki az általános és a középiskolát, majd rajz-számítástechnika szakot végzett a Szegedi Tudományegyetem Juhász Gyula Pedagógusképző Karán. Tizenéves kora óta rajzol képregényeket, későbbi képregénysorozatának főhősét, Kalyber Joe-t már a 90-es években megalkotta. A főiskolai évek óta nagyrészt szabadúszóként, elsősorban külföldi képregények (Wonder Woman '77 Meets the Bionic Woman, Salem’s Daughter, Grimm Fairy Tales) színezőjeként, saját kiadású képregényei író-rajzolójaként és grafikusként dolgozik. 2017 óta Roli szerint címmel blogot ír, ahol elsősorban népszerű amerikai mozifilmek kritikáit közli. A 2009 óta évente megrendezett Szegedi Képregényfesztivál állandó résztvevője és előadója.

## Hatások
Gyerekkori hatásaiként és fő ihletadó forrásként leginkább a kalandfilmeket, azon belül is az Indiana Jones-filmeket szokta kiemelni, illetve képregényes hatásként többek között az Asterix-köteteket, a Largo Winch-sorozatot, a Star Wars-képregényeket és -filmeket, a Valeriant és a Donjont (A torony). Az Indiana Jones-filmekre több rejtett vagy nyílt utalás is előfordul a Kalyber Joe-sorozatban. Számos más képregénysorozatot is rendszeresen olvas és gyűjt.

## Művei

### Saját készítésű képregények
- Angyali Béke – Az Új Galaxis antológia 5. kötetében (Kódex Kiadó, Pécs, 2005, 73-92. o.)
- Kalyber Joe – a kötetek kiadásait és egyéb adatait lásd külön szócikkben (2005-2013)
- Jugyu-akták – képregénycsík-sorozat az SZTE Juhász Gyula főiskolai kar weboldala számára, 2010)
- Tivadar és Ernő – képregénycsík-sorozat a Schönherz Iskolaszövetkezet Facebook-oldala és kiadványai számára, később egy kötetbe összegyűjtve is megjelent Tivadar és Ernő páratlan kalandjai 1. címmel (2013)[7]
- YKX – Yorn Kayrah Xemovrah kalandjai – előzménysorozat a Kalyber Joe-képregényekhez, eddig négy kötet jelent meg: 1. rész – A csapda (magánkiadás, 2018),[8] 2. rész – Sötét vizeken (OneWay Media kiadó, 2019),[9] 3. rész – Szökésben (OneWay Media kiadó, 2020)[10] és 4. rész – Trenton (OneWay Media kiadó, 2021).[11] Az első rész digitális formában angolul is megjelent a Comixology képregényes webáruházban.[12]

### Színezőként
Salem’s Daughter: The Haunting – 1-5. rész (Zenescope Entertainment, 2011-2012)
Grimm Fairy Tales: Myths and Legends és Grimm Fairy Tales presents Code Red – összesen 6 kötet (Zenescope Entertainment, 2011-2014)
Trail – 1. rész (Cloud 9 Comix, 2015)
Wonder Woman '77 Meets The Bionic Woman – 2-6. rész (Dynamite Entertainment, 2017)